# 索羅科什奇
51°11′35″N 30°38′5″E / 51.19306°N 30.63472°E
索羅科什奇（烏克蘭語：Сорокошичі），是烏克蘭北部的村莊，隸屬切爾尼希夫州的切爾尼希夫區。該村始建於1365年，面積0.1平方公里，海拔高度106米，2001年人口58，人口密度每平方公里563.1人。